# Juan Camps Mas
Juan Camps Mas (Barcellona, 1883 – Barcellona, 21 aprile 1921) è stato un canottiere spagnolo.
Partecipò ai Giochi della II Olimpiade che si svolsero a Parigi nel 1900. Prese parte alla gara di quattro con, in cui giunse ottavo.